# Govori bokeljskih Hrvata
Razlikujemo dvije skupine govora, različitog porijekla koje su se poprilično izjednačile u sadašnjem stanju, odnosno približavanju zetskom, ijekavskom staroštakavskom dijalektu (s dominantnim refleksom slabog poluglasa kao otvorenom e);

## Bokeljski govori
Riječ je o govorima koji su nekoć bili srodni dubrovačkom dijalektu, odnosno graničnom područjima, prijelazu prema zetskom, ijekavskom staroštakavskom dijalektu.

Glavne karakteristike govora;
- dvosložni refleks jata (no postoje i iznimke, jednosložni jat, čak i ekavizmi)
- refleks slabog poluglasa kao otvoreno e (ä) uz mjestimično čuvanje poluglasa
- adrijatizmi i lokalizmi
- jednačenje [č] i [ć] te [dž] i [đ] u Mulu u Boki
- u nekim govorima se čuva i fonem [x]
- češće se čuva fonem [f]
- dočetno -m obično prelazi u -n
- južni dio Boke ima dvonaglasni sustav (kratki i dugi naglasci), dok je sjeverni dio novoštokavske jekavštine, granica je kod Risna
- deklinacija je novoštokavska (izjednačenje dativa, lokativa i instrumentala u množinskim padežima), zetska bi bila (izjednačavanje genitiva i lokativa te dativa i instrumentala), međutim nje nema u ovom dijalektu
- infinitiv je kraći
- mnogo je romanizama na obali
- izrazita je lokalna diferencijacija, postoje tri skupine; 
  - Perast, Strp i Morinj (opatija sv. Đorđa)
  - Luštica, Krtoli i Prevlaka (miholjska)
  - Vrmac i Dobrota (kotorski distrikt)

Govornici Bokeljskih govora su Bokelji, odnosno Bokeljski Hrvati.

## Perojski govori
Čine govore Crnogoraca koji su se u 17. stoljeću preselili iz Crmnice u Istru, oko mjesta Peroj. 
Karakteristike su;
- obično dvosložni ijekavski refleks jata, rjeđe ikavski
- otvoreno e (ä) dominantantni refleks poluglasa, s time da je u nenaglašenim slogovima otvorenost manja
- svako dugo a daje stražnje a (međuvrijednost između [a] i [o])
- česti su romanizmi
- crkveni vokabular je pravoslavan (krst, manastir, voskrsenje)
- govornici obično znaju i čakavski, a izraziti su višejezični govornici

Porijeklo govora je župa Crmnica, vjerojatno uz druga crnogorska mjesta (krajnji jug današnje Crne Gore).